# 東京笑いヨガクラブマップ
東京笑いヨガクラブマップ（TOKYO Laughter Yoga Club Map）は、ヨーガの一種である笑いヨガのクラブを紹介する東京に拠点をおくNPO団体である。

## 概要
2013年2月に主幹事（代表）の濱尾新が東京都内のラフタークラブの訪問記録として個人用備忘録のマップを作製したものが始まりである。本部を東京都千代田区一丁目に置く。活動の拠点は東京ウィメンズプラザにNPO団体登録をしている。初代事務局長は山田省吾である。

## 設立目的
男女共同参画基本法に基づき、男女同権参画社会における家族、地域コミュニティに対して、ラフター（笑い）ヨガを通して意識の活性化を促し、笑いの体操を生活の一部とすることで健康増進および家庭内のコミュニケーションの向上を図り、地域社会への貢献を目的とする。

## 活動内容
- 学ぶ　　－体験会を実施しているクラブ紹介
- 伝える　－リーダー、ティーチャ養成講座のご案内
- 繋がる　－クラブ交流会の実施
- 発信する－ビデオニュースの発信

## 歴史
2013年2月に主幹事（代表）の濱尾新が東京都内のラフタークラブを20ヶ所訪問して主宰クラブを始めようと発起し、その訪問記録として個人用備忘録のマップを作製したものが始まりである。ヨガ仲間から「そのマップ、手軽で便利だね」の声を聞き、個人的な活動として配布を開始したものである。その後、2014年6月に立ち上げた皇居外苑笑いヨガクラブは大所帯のクラブと成り（参加人数延846人/41回：2017年3月末現在）、2015年8月末に50クラブ以上を訪問して「東京には楽しいクラブが沢山あるので、更に笑いを広めて、笑顔を分かち合おう！」をクラブ主宰者の皆さんと一緒に考え、行動する団体として、活動の拠点東京ウィメンズプラザにNPO団体登録をしている。
そもそも、ラフター（笑い）ヨガ1995年、インドのムンバイに住む内科医の Madan Kataria と妻でヨガの先生である Madhuri Kataria によって「面白くなくても笑っていれば脳は判断しない」という発見から開発された。
日本では2006年の6月にアメリカ人で日本在住の Mary Tadokoro とカナダ人でヨガインストラクターの Lisa Booth の2人によって東京ラフタークラブとして創設され、無宗教、非営利のクラブとして広まり、2016年1月時点では全国に500ヶ所程のラフターヨガクラブが活動し、医療、介護福祉をはじめ、マスメディアに注目されて企業や団体にも拡がりをみせ、予防医学やストレス解消等をはじめ、企業や団体において鬱病予防や自殺予防として朝礼などに取り入れられている。
2022年2月に主幹事の濱尾新が福岡市内にて九州笑いヨガクラブマップを姉妹団体として設立した。